# Крис Корнел
Крис Корнѐл (на английски: Chris Cornell) е роден на 20 юли 1964 г. Той е американски певец, китарист и композитор, фронтмен на групите Саундгардън („Soundgarden“) – (1984 – 1997, 2010 – 2017) и Аудиослейв (Audioslave) – (2001 – 2007, 2017). Той е създател и фронтмен на Темпъл Ъф Дъ Дог (Temple Of The Dog). Тази банда той създава в почит към бившия съквартирант Андрю Уд, с когото са били близки приятели.
През времето, в което пее като солов изпълнител, издава три самостоятелни албума – „Euphoria Morning“ (1999), „Carry On“ (2007) и „Scream“ (2009).

## Биография
Корнѐл е роден и отраснал в Сиатъл, щата Вашингтон, САЩ. Негови родители са Ед Бойл (аптекар с ирландско-католическо потекло) и Карън Корнел (счетоводителка с еврейско потекло). Има двама по-големи братя – Питър и Патрик и три по-малки сестри – Кати, Сузи и Маги.
Корнѐл прекарва времето от деветата до единадесетата си годишнина слушайки единствено Бийтълс, след като намира голяма колекция от техни записи, изоставени в мазе. През тийнейджърските си години преживява паническо разстройство, последвано от епизоди на депресия. Между 14-ата и 16-ата си година няма приятели и прекарва повечето си време вкъщи. Дефинира себе си през този период като самотник; справя се с тревожността си в компанията на други хора чрез рок музиката.
Преди да добие славата си на музикант е бил работник в сферата на търговия на едро с морски продукти и готвач в ресторант.
В началото на 1980-те години Корнѐл става част от местна кавър група „The Shemps“ с изяви в района на Сиатъл.

### Soundgarden (1984 – 1997)
Soundgarden са със статут на една от най-успешните групи на новопоявяващата се гръндж сцена на Сиатъл заедно с групи като Alice In Chains, Nirvana и Pearl Jam. Крис Корнѐл слага началото на групата през 1984 г. Soundgarden подписва с лейбъла Sub Pop, издавайки EP версиите „Screaming Life“ през 1987 г. и „Fopp“ през 1988 г., по-късно обединени в албума „Screaming Life / Fopp“ (1990). След като през 1988 г. подписват с SST Records, същата година издават дебютния си албум „Ultramega OK“ (1988), за който получават номинация за награда Грами за най-добро метъл изпълнение през 1990 г.
През 1989 г. групата издава втория си студиен албум, озаглавен „Louder Than Love“.
Издаденият през 1991 г. албум „Badmotorfinger“ се радва на успех, а групата се озовава на сиатълската музикална сцена. Албумът „Badmotorfinger“ включва песните „Jesus Christ Pose“, „Outshined“, „Rusty Cage“, които веднага привличат вниманието на рок радиостанциите и музикалния канал MTV, където се излъчват клиповете на „Outshined“ и „Rusty Cage“. Групата успява да предизвика критики със съдържанието на клипа към песента „Jesus Christ Pose“ и той става обект на спорове, които довеждат до последвалото сваляне на песента от листата на MTV. По-късно през 1996 г. певецът Джони Кеш прави кавър на „Rusty Cage“ в албума си „Unchained“. Песента още се появява и в популярната компютърна игра Grand Theft Auto: San Andreas като част от плейлистата на измислена радиостанция „Radio X“. „Badmotorfinger“ получава номинация за награда Грами за най-добро метъл изпълнение през 1992 г.
Албумът „Superunknown“ е пробивен за групата. С издаването му през март 1994 г. дебютира под номер едно в класацията на Billboard Top 200. Комерсиално успешните сингли „Spoonman“ и „Black Hole Sun“ осигуряват на групата международен успех. „Superunknown“ постига петкратен платинен статут в САЩ, три пъти платинен в Канада и златен статут във Великобритания, Швеция и Нидерлания.

### Смърт
На 17 май 2017 г. Крис Корнѐл е открит мъртъв в банята на стаята си в хотел „MGM Grand“ в Детройт от своя телохранител след концерт с колегите си от „Soundgarden“ същата вечер, провел се във „Fox Theatre“. Внезапната и неочаквана кончина на певеца предизвиква шок и тъга сред семейството му и неговите фенове по целия свят. Корнѐл е бил намерен на пода с тренировъчен ластик около врата си. Причината за смъртта му е констатирана като самоубийство чрез обесване, но вероятно то е провокирано вследствие на предозиране с предписаните му лекарства за лечение на тревожност и техните странични ефекти. През живота си Корнѐл се лекувал от депресия и по данни на семейството и колегите му в последните години той е бил в много добро психическо състояние и правил планове за бъдещи изяви с групата си, както и за много други творчески проекти.
Кадри от последния концерт на група Soundgarden с Крис Корнѐл са качени в популярния сайт за споделяне на видеоклипове YouTube.
Погребалната церемония е проведена на 26 май 2017 г. в Hollywood Forever Cemetery в Лос Анджелис, на която присъстват звезди от световния музикален и кино елит като Брад Пит, Джеймс Хетфийлд, Ларс Улрих, Дейв Грол, Фаръл Уилиямс, Ким Таил, Том Морело, Мат Камерън, Къртни Лав и много други музиканти, актьори, близки, приятели и фенове на музиканта. Тялото на певеца е кремирано на 23 май 2017 г.

## Личен живот
Крис Корнѐл е православен християнин. Израснал и отгледан като католик и посещавал католическо училище, Корнѐл приема православната вяра след женитбата с втората си съпруга от гръцки произход Вики Караянис. От нея той има две деца – момиче и момче с имена Тони и Кристофър-Никълъс. Кръстници на децата са известната гръцка поп-певица Ана Виси и вокалистът на ню-метъл групата Linkin Park Честър Бенингтън, които също са православни християни.
От предишната си жена Сюзън Силвър, с която Корнѐл поддържа отношения от 1990 до 2004 г. и която е била мениджър на „Soundgarden“ и „Alice In Chains“, Корнѐл има още една дъщеря на име Лилиън Джийн Корнел.

## Дискография

### Соло албуми
| Име                | Година |
| ------------------ | ------ |
| „Euphoria Morning“ | 1999   |
| „Carry On“         | 2007   |
| „Scream“           | 2009   |
| „Songbook“         | 2011   |
| „Higher Truth“     | 2015   |

### Саундгардън
- „Ultramega OK“ (1988)
- „Louder Than Love“ (1989)
- „Badmotorfinger“ (1991)
- „Superunknown“ (1994)
- „Down on the Upside“ (1996)
- „King Animal“ (2012)

### Аудиослейв
- „Audioslave“ (2002)
- „Out of Exile“ (2005)
- „Revelations“ (2006)

### Temple of the Dog
- „Temple of the Dog“ (1991)